# رسانه‌های فیزیکی

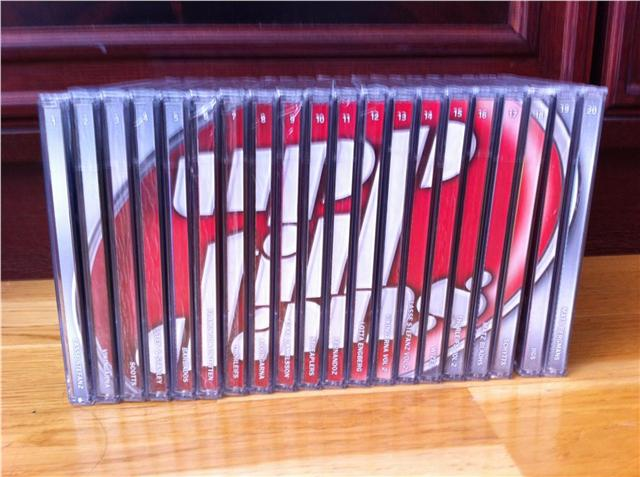
تصویری از یک وسیله دخیره اطلاعات

رسانه فیزیکی به مواد فیزیکی که برای ذخیره یا انتقال اطلاعات در ارتباطات داده‌ها به کار می‌روند، اشاره می‌کند. این رسانه‌های فیزیکی معمولاً اشیا فیزیکی ساخته‌شده از موادی مانند مس یا شیشه هستند. آن‌ها می‌توانند لمس و احساس شوند و دارای ویژگی‌های فیزیکی مثل وزن و رنگ باشند. برای چند سال، مس و شیشه تنها رسانه مورد استفاده در شبکه‌های رایانه‌ای بودند.
اصطلاح رسانه‌های فیزیکی را می‌توان برای توصیف رسانه‌های خبری فشرده یا پیش ضبط شده مانند CD, دی وی دی‌ها، و بلو-ری، به خصوص در مقایسه با رسانه‌های جاری یا محتوایی که دانلود شده از اینترنت به یک دیسک سخت یا دیگر ابزار ذخیره‌سازی، مانند USB, مورد استفاده قرار می‌گیرند.

## انواع رسانه‌های فیزیکی

### سیم مسی
سیم مسی در حال حاضر رایج‌ترین نوع از رسانه‌های فیزیکی به دلیل وفور مس در جهان و نیز توانایی آن برای هدایت الکتریکی است. مس یکی از راه‌های ارزان‌تر است که استفاده از مس را امکان‌پذیر می‌سازد.
بیشتر سیم‌های مسی که در ارتباطات داده‌ها استفاده می‌شوند، امروز هشت رشته از مس دارند که به صورت جفتی پیچیده غیر محافظ یا UTP تشکیل شده‌اند. سیم‌ها به دور هم پیچیده شده‌اند، زیرا تداخل الکتریکی ناشی از منابع بیرونی را کاهش می‌دهد. علاوه بر UTP, برخی سیم‌ها از جفت پیچ خورده محافظ شده یا STP استفاده می‌کنند که تداخل الکتریکی را حتی بیشتر کاهش می‌دهد. روش اتصال سیم‌های مسی در اطراف یکدیگر نیز تأثیر زیادی بر نرخ داده‌ها دارد. کابل رده ۳ (Cat3) دارای سه تا چهار پیچ در هر فوت است و می‌تواند سرعت ۱۰ Mbit / s را پشتیبانی کند. کابل رده ۵ (Cat5) جدیدتر است و دارای سه‌تا چهار پیچ در اینچ است، که منجر به حداکثر سرعت داده ۱۰۰ Mbit / s می‌شود. علاوه بر این، کابل رده ۵e وجود دارند که می‌توانند سرعت تا ۱۰۰۰ Mbit / s را پشتیبانی کنند، و اخیراً، گروه ۶ (Cat6), که از نرخ داده تا ۱۰۰۰۰ Mbit / s پشتیبانی می‌کنند (به عنوان مثال، ۱۰ Gbit / s).
به‌طور متوسط هر فوت فوت سیم مسی در حدود ۱ دلار است.

### فیبرنوری
فیبر نوری یک تکه کاغذ نازک و انعطاف‌پذیر از فیبر یا پلاستیک است. برخلاف سیم مسی، فیبر نوری معمولاً برای ارتباطات داده‌های مسافت طولانی استفاده می‌شود، که این امر امکان انتقال داده را در فواصل دور فراهم می‌کند و سرعت انتقال بالا را تولید می‌کند. همچنین فیبر نوری نیازی به تکرار کننده‌های سیگنال ندارد، که هزینه‌های نگهداری را کاهش می‌دهد، زیرا تکرار کننده‌های سیگنال اغلب با شکست مواجه می‌شوند.
امروزه دو نوع استفاده از فیبر نوری وجود دارد. فیبر چند حالته تقریباً ۶۱ میکرومتر قطر دارد و دیودهای نوری ساطع کننده را برای حمل سیگنال‌ها در حداکثر فاصله حدود ۲ کیلومتر استفاده می‌کند. فیبر تکی حالته تقریباً ۱۰ میکرومتر قطر دارد و قادر به حمل سیگنال بیش از ۱۰ مایل است.
مانند سیم مسی، فیبر نوری در حال حاضر حدود ۱ دلار در هر فوت هزینه دارد.